# Quercus macdonaldii
Quercus macdonaldii là một loài thực vật có hoa trong họ Cử. Loài này được Greene & Kellogg miêu tả khoa học đầu tiên năm 1889.